# Mulyasari (Mande)
Mulyasari is een bestuurslaag in het regentschap Cianjur van de provincie West-Java, Indonesië. Mulyasari telt 4205 inwoners (volkstelling 2010).